# 京都府道622号伊根港線
京都府道622号伊根港線（きょうとふどう622ごう いねこうせん）は、京都府与謝郡伊根町を通る一般府道である。

## 概要
与謝郡伊根町字亀島から与謝郡伊根町字平田に至る。
伊根港と国道を連絡する路線である。沿線には伊根の舟屋といわれる全国的に珍しい伝統的な民家が残っている。与謝郡伊根町の代表的観光スポットであり、高台に設置された道の駅舟屋の里 伊根からその街並みを一望できる。

### 路線データ
- 起点：与謝郡伊根町字亀島（伊根港前）
- 終点：与謝郡伊根町字平田（国道178号交点）
- 総延長：2.5887 km[注釈 1][1]

## 路線状況
道路幅や周囲の状況について、Google マップの衛星画像によって鮮明な画像が全区間で提供されているため確認できる。

### 道路施設

#### トンネル
バイパス
- 平田トンネル：延長220 m、1989年（平成元年）竣工、与謝郡伊根町

#### 道の駅
バイパス
- 道の駅舟屋の里 伊根（舟屋の里公園、与謝郡伊根町）
  - バイパス区間の沿線にある道の駅。1993年（平成5年）に第一回登録された103箇所のうちの1つ。

## 地理
舟屋集落南部にある青島灯台付近を発し、港湾を取り囲むようなルートになっている。途中の漁協付近から伊根町立伊根中学校角まではバイパス道路になっており、その後は国道178号旧道を経て国道178号現道に達する。
2012年（平成24年）8月10日現在の終点について、ゼンリンは従来どおりの国道178号旧道を終点とし、昭文社およびiPCは従来の終点から国道178号旧道を北上してバイパス道路との交点を終点としている。このことについて、京都府の公式情報は後者と同様の結果となっている。

### 通過する自治体
- 京都府
  - 与謝郡伊根町

### 交差する道路
| 交差する道路             | 交差する場所 | 交差する場所 |
| ------------------------ | ------------ | ------------ |
| 国道178号 国道482号 重複 | 字平田       | 終点         |

### 沿線
官公庁・公共施設
- 宮津警察署 伊根駐在所
- 伊根水産会館
- 伊根漁港

教育
- 伊根町立伊根保育園
- 伊根町立伊根小学校
- 伊根町立伊根中学校

金融機関・郵便局
- 伊根郵便局

神社・仏閣
- 慈眼寺
- 阿字野神社